# Anderson Tomazini
Anderson Tomazini de Brito, mais conhecido como Anderson Tomazini (Taguatinga, 21 de junho de 1988) é um ator, modelo e empresário brasileiro.

## Carreira
Anderson Tomazini é natural de Taguatinga. Sua carreira de modelo iniciou quando ainda estava cursando Administração. Desde os 18 anos de idade sonhava ser o Mister Brasil. Realizou seu sonho em 2015, quando participou do concurso representando Ilhabela. Anderson se destacou na maioria dos eventos preliminares do concurso e, além do título, recebeu o prêmio de "Melhor Rosto". Ele conseguiu se classificar para as finais em quinto lugar, mas seu desempenho na noite final o rendeu o primeiro lugar, conquistando assim o título de Mister Brasil CNB 2015.
Com o título nacional, Anderson foi designado para representar o Brasil no Mister International 2015, realizado nas Filipinas, onde conquistou o segundo lugar, perdendo apenas para Pedro Mendes, representante da Suíça. Também conquistou dois prêmios dos patrocinadores do evento Natasha (calçados) e Llocandia (resort). 
Retornou após um curto período de residência nas Filipinas e optou por investir na carreira artística, mudou-se para São Paulo e estudou em cursos de teatro e TV, entre eles a Oficina Nilton Travesso e a Escola de Atores Wolf Maya.. Em 2016 participou das peças de teatro "A Dama da Noite" e "Espuma Oca?". Durante uma apresentação teatral surgiu o convite para um teste na TV Globo. Mudou-se então para o Rio de Janeiro e, enquanto se preparava para atuar na televisão, por 5 meses fez trabalhos como modelo e motorista de aplicativo..
Estreou na teledramaturgia em 2017, na novela das 21:00 horas "O Outro Lado do Paraíso", de Walcyr Carrasco, com o papel do garimpeiro Xodó e houve boa repercussão. Em 2018 participou do projeto "Pele project" do fotógrafo Brunno Rangel junto com a atriz Giovana Cordeiro, seu par romântico na novela.
Ainda em 2018 atuou pela primeira vez no cinema, no curta-metragem “7 Cordas”, com roteiro de Fausto Galvão e direção de Thaís de Campos. Também foi convidado para participar da “Dança dos Famosos” - edição 2018, do Domingão do Faustão e indicado como Ator Revelação, na premiação “Os Melhores do Ano”, da Rede Globo de Televisão, por seu trabalho como o personagem “Xodó”. Anderson integrou a Lista da Btchs de 50 homens mais sexies do Brasil em 2018.
No final de 2019, integrou o elenco do espetáculo “Mundo Ideal”, de Clarissa Kahane e Tess Abreu, ao lado de Bia Guedes e Priscila Assum, com direção de Wendell Bendelack, obtendo grande reconhecimento do público e da crítica especializada.
Com as atividades artísticas limitadas por conta da pandemia, passou a integrar o elenco fixo de Leitura Viva, um projeto que uma vez por mês reuniu atores e atrizes para leitura dramatizada de textos de autores nacionais em uma plataforma digital. Participaram do projeto artistas como Edwin Luisi; Totia Meirelles; Marcelo Serrado; entre outros.
Após o período de isolamento, retornou às atividades, participando de algumas campanhas online e auxiliando a esposa na administração de uma empresa de advocacia.

## Vida pessoal
Anderson nasceu no Distrito Federal, filho de um historiador e uma artista plástica. É um homem cisgênero moreno de 1,85 metros de altura que, quando criança, foi diagnosticado com hiperatividade. Seus pais o colocaram para fazer esportes para auxiliar seu desenvolvimento, o que resultou no desenvolvimento de um corpo atlético. Adulto, concluiu a graduação em Administração de Empresas e pós-graduação em Gestão Pública. Por anos foi empresário em sua cidade natal e chegou a abrir uma loja de autopeças.
O ator tem dois filhos do sexo masculino. O primeiro se chama Caio e nasceu em Brasília pouco tempo depois dele partir para São Paulo. O segundo se chama Lucas, nascido em dezembro de 2019 e fruto do relacionamento com a advogada Maria Fernanda Ximenes.
Durante a pandemia de covid-19, toda a sua família, e Anderson inclusive, foi infectada pelo SARS-CoV-2, mas nenhum dos membros teve evolução desfavorável.
Atribuindo ao fato de ter recebido criação voltada para o cristianismo, Tomazini gosta de usar um terço no pescoço. Ele chegou a usar o objeto na cena do casamento de seu personagem Xodó na novela "O Outro Lado do Paraíso", com a autorização do diretor.

## Filmografia

### Televisão
| Ano  | Título                        | Personagem          | Notas        |
| ---- | ----------------------------- | ------------------- | ------------ |
| 2017 | O Outro Lado do Paraíso       | Damiano Lima (Xodó) |              |
| 2018 | Dança dos Famosos             | Participante        | Temporada 15 |
| 2023 | A Infância de Romeu e Julieta | Simão Garcia        |              |

### Cinema
| Ano  | Título   | Papel  | Notas          |
| ---- | -------- | ------ | -------------- |
| 2018 | 7 Cordas | [ 21 ] | Curta-Metragem |

## Prêmios e indicações
| Ano  | Prêmio                 | Categoria        | Indicação               | Resultado | Ref    |
| ---- | ---------------------- | ---------------- | ----------------------- | --------- | ------ |
| 2015 | Mister Brasil          | Mister Brasil    | Mister Brasil           | Venceu    | [ 22 ] |
| 2018 | Melhores do Ano        | Ator Revelação   | O Outro Lado do Paraíso | Indicado  | [ 23 ] |
| 2018 | Prêmio Contigoǃ Online | Revelação do Ano | O Outro Lado do Paraíso | Indicado  | [ 24 ] |